# 曹禺

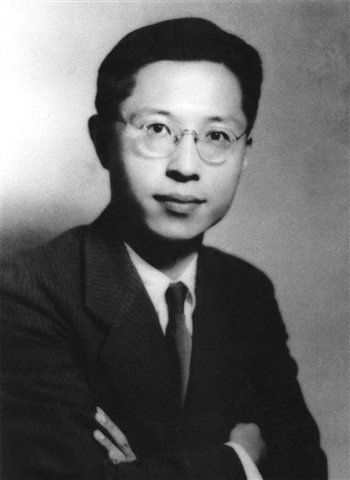
曹禺

曹 禺（そう ぐう、Cao Yu、1910年9月24日 - 1996年12月13日）は、中国の劇作家。

## 人物
天津生まれ、本名は萬家宝。曹禺というペンネームは、本名の「萬」を艹と禺に分解し、艹（草字頭、くさかんむり）に中国語で草と同音の曹をあてたもの。禺の音読みはグだが、曹禺の場合はソウ・グウという慣用音が定着している。本籍は湖北省潜江市。父親は日本留学歴もある軍人で、彼の代に始めて天津に出てきた。父親は概して不遇で、家庭は暗い雰囲気に満ちており、曹禺の後の創作に大きな影響を与えた。
1922年に天津・南開中学に入学、南開新劇団に参加。1928年から南開大学政治系で学ぶが政治学や経済学に興味を持てず、1930年に清華大学西洋文学系の編入試験を受けて合格する。清華大学在学中にはギリシア悲劇に強く関心を持つ。 在学中の1934年『雷雨』を発表。続いて高級娼婦陳白露を通じて、都会の資本家から乞食まで幅広い人物像と、「大の虫が小の虫を食う」現実を『日の出』（日出 1936年）で描いた。 それから『原野』（1937年）発表。これらの作品は、台詞だけで劇が進む話劇で、劇の最後は登場人物の死など悲劇的な結果に終わる。
抗日戦争勃発後は、『黒字二十八』（宋之的と合作 1938年）、『蛻変』（1939年）発表、抗日の希望をうたいあげそれまでの作風と変化をみせる。しかし『北京人』（1941年）で再び以前の悲劇的作風に戻る。1942年には巴金『家』を脚色。
1949年の中華人民共和国成立後は中国に残り、北京人民芸術劇院院長、中央戯劇学院副院長などの役職に就く。同時に、それまでの作風を自己批判し、1951年に『雷雨』『日の出』『北京人』の内容を大幅に改めた開明書店版『曹禺選集』を発行。しかし1954年には、ほぼ原型に戻す。また、協和医学院(現、北京協和医学院)の医師の思想改造に取材した『明るい空』（明朗的天 1954年）を発表。その内容は、中華人民共和国の現実を賛美するものであった。その後は、歴史劇『胆剣篇』（梅阡、于是之と合作 1961年）、『王昭君』（1978年）を発表。この後は戯曲の発表はなかった。文化大革命終結後は、中国文連主席などを歴任。
曹禺の中華民国期の戯曲『雷雨』『日の出』『原野』『北京人』は中国話劇を代表する作品とされ、発表から今日まで中華人民共和国だけでなく中国語文化圏のあらゆる地域で上演が続いている。

## 主な日本語訳
- 中国現代戯曲集・曹禺特集【上】『雷雨』（飯塚容訳）、『日の出』（中山文訳） 晩成書房 2009
- 中国現代戯曲集・曹禺特集【下】『原野』（飯塚容訳）、『北京人』（内山鶉訳） 晩成書房 2009

## 映像化
- 王妃の紋章（原作『雷雨』、監督：チャン・イーモウ、主演：チョウ・ユンファ、コン・リー、2006年）……現代小説だが、映画は五代十国の後唐の時代に翻案されている。